# Alchemilla vaccariana
Alchemilla vaccariana är en rosväxtart som beskrevs av Robert Buser. Alchemilla vaccariana ingår i släktet daggkåpor, och familjen rosväxter. Inga underarter finns listade i Catalogue of Life.